# Synallactes
Synallactes is een geslacht van zeekomkommers, en het typegeslacht van de familie Synallactidae. De wetenschappelijke naam van het geslacht werd in 1894 voorgesteld door Hubert Ludwig. De naam van het geslacht komt uit het Grieks (ό συναλλακτής) en betekent "bemiddelaar", iemand die een verzoening tussen twee partijen bewerkstelligt. Het grammaticaal geslacht ervan is mannelijk.

## Soorten
- Synallactes aenigma Ludwig, 1894
- Synallactes alexandri Ludwig, 1894
- Synallactes challengeri (Théel, 1886)
- Synallactes chuni Augustin, 1908
- Synallactes crucifera R. Perrier, 1898
- Synallactes discoidalis Mitsukuri, 1912
- Synallactes dubius Koehler & Vaney, 1905
- Synallactes elongatus (Heding, 1940)
- Synallactes gilberti Ohshima, 1915
- Synallactes heteroculus (Heding, 1940)
- Synallactes horridus Koehler & Vaney, 1905
- Synallactes laguardai Solis-Marin, 2005
- Synallactes longipapillata Sibuet, 1978
- Synallactes mollis Cherbonnier, 1952
- Synallactes monoculus (Sluiter, 1901)
- Synallactes multivesiculatus Ohshima, 1915
- Synallactes nozawai Mitsukuri, 1912
- Synallactes rigidus Koehler & Vaney, 1905
- Synallactes robertsoni Vaney, 1908
- Synallactes sagamiensis (Augustin, 1908)
- Synallactes samyni Thandar, 2008
- Synallactes triradiata Mitsukuri, 1912
- Synallactes virgulasolida Massin & Hendrickx, 2010
- Synallactes viridilimus Cherbonnier, 1952

Niet geaccepteerde namen
- Synallactes anceps Koehler & Vaney, 1910, synoniem van Synallactes rigidus
- Synallactes angustus Cherbonnier & Féral, 1981, geaccepteerd als Bathyplotes angustus
- Synallactes carthagei Vaney, 1906, synoniem van Staurocucumis turqueti
- Synallactes crebrapapilla Cherbonnier & Féral, 1981, geaccepteerd als Bathyplotes crebrapapilla
- Synallactes gourdoni Vaney, 1914, geaccepteerd als Bathyplotes gourdoni
- Synallactes pellucidus Koehler & Vaney, 1905, geaccepteerd als Bathyplotes pellucidus
- Synallactes profundus (Koehler & Vaney, 1905) zie: Bathyplotes profundus
- Synallactes reticulatus Sluiter, 1901, synoniem van Amphigymnas woodmasoni
- Synallactes triplax A.H. Clark, 1920, geaccepteerd als Bathyplotes triplax